# Ripon Falls

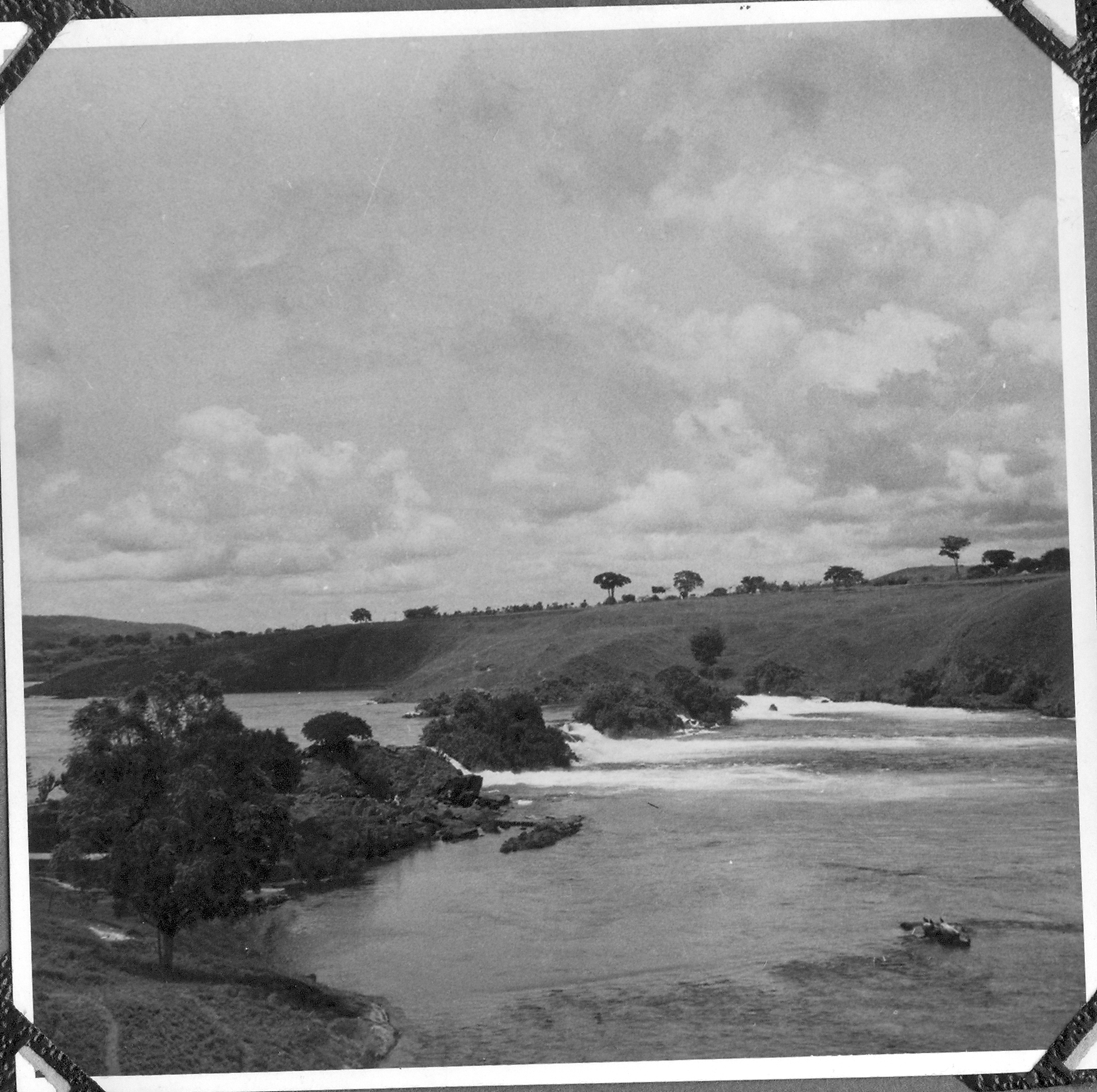
Historische Aufnahmen von 1940

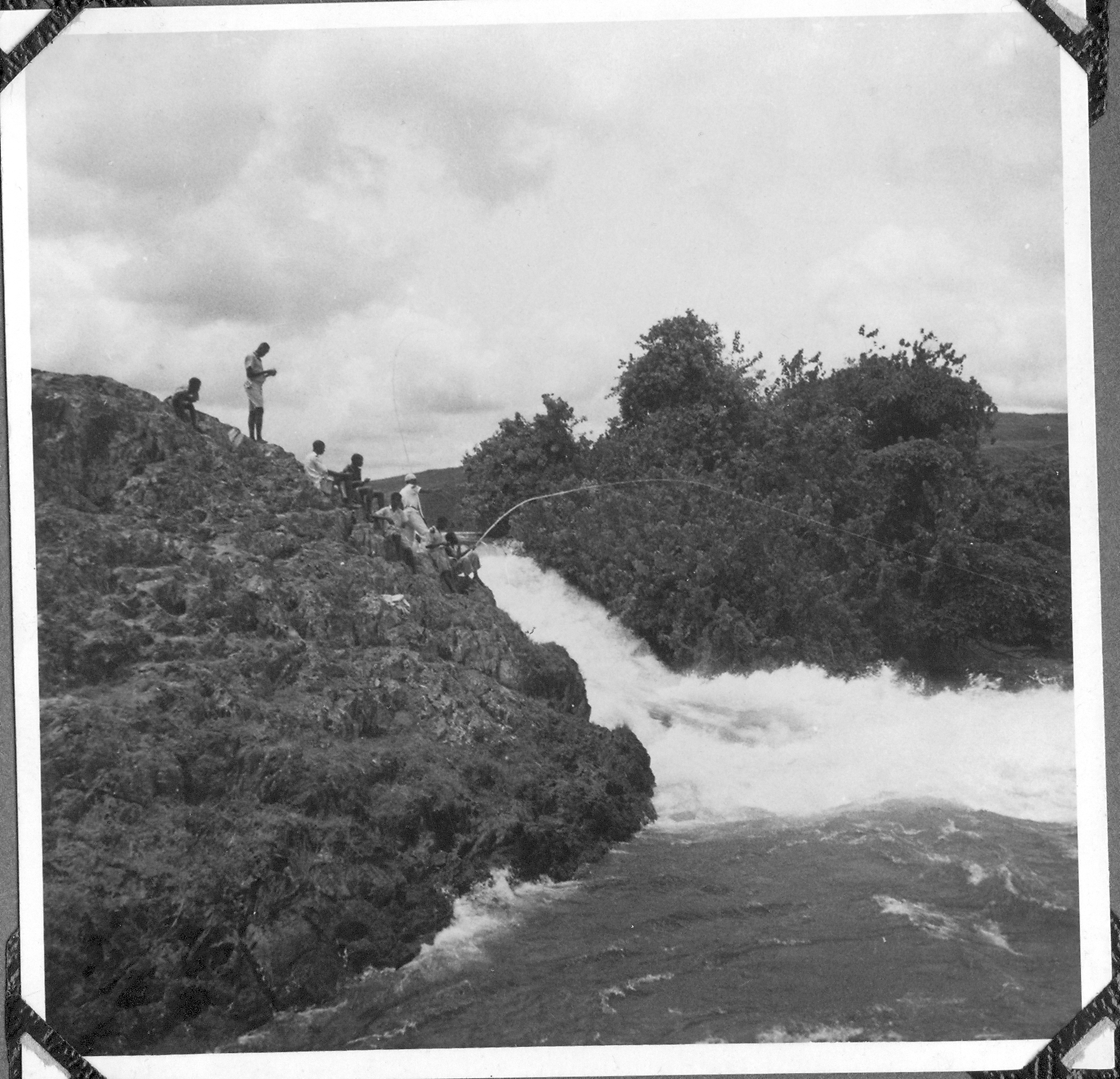

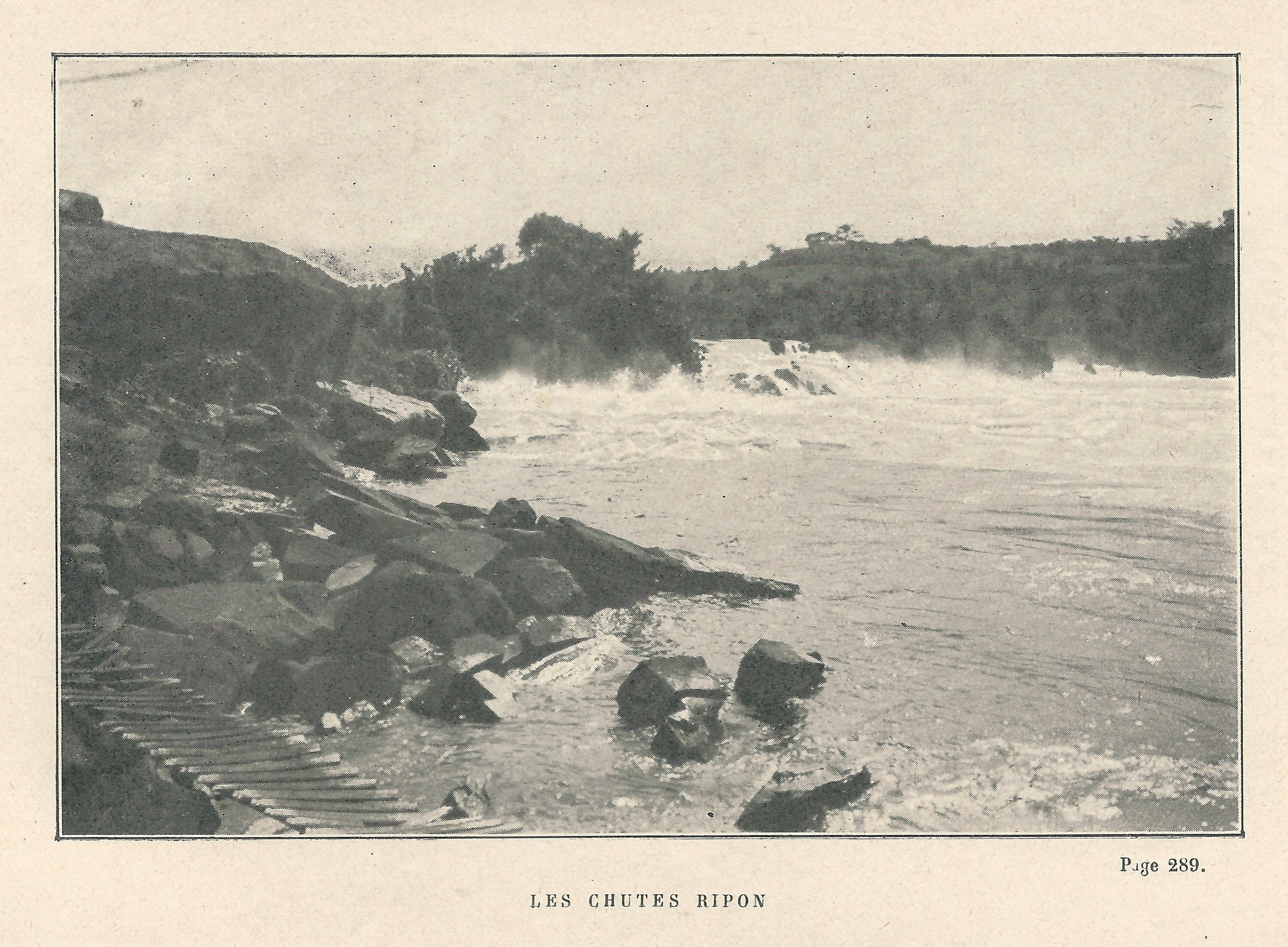

Der Ripon Falls war ein Wasserfall des Nils in Uganda. Er lag bei der Stadt Jinja und markierte den natürlichen Ausfluss des Nils aus dem Victoriasee.
Am 28. Juli 1862 hat John Hanning Speke ihn entdeckt und nach dem Marquess of Ripon benannt, der 1830–1833 Präsident der Royal Geographical Society war. Nach dem Bau des Owen-Falls-Damms 1954 versank der etwa einen Kilometer oberhalb der Owen Falls liegende Wasserfall im Stausee und wurde so Teil des Victoriasees.